# (200090) 1993 TH36
(200090) 1993 TH36 es un asteroide perteneciente al cinturón de asteroides, descubierto el 11 de octubre de 1993 por Eric Walter Elst desde el Observatorio de La Silla, Chile.

## Designación y nombre
Designado provisionalmente como 1993 TH36.

## Características orbitales
1993 TH36 está situado a una distancia media del Sol de 2,812 ua, pudiendo alejarse hasta 3,142 ua y acercarse hasta 2,482 ua. Su excentricidad es 0,117 y la inclinación orbital 5,582 grados. Emplea 1722,85 días en completar una órbita alrededor del Sol.

## Características físicas
La magnitud absoluta de 1993 TH36 es 16.